# Parov Stelar
Parov Stelar, właśc. Marcus Füreder (ur. 27 listopada 1974 w Linzu) – austriacki DJ, producent muzyki electro swing, nu jazz, downtempo, electronic, lounge, założyciel zespołu Parov Stelar & Band.

## Życiorys

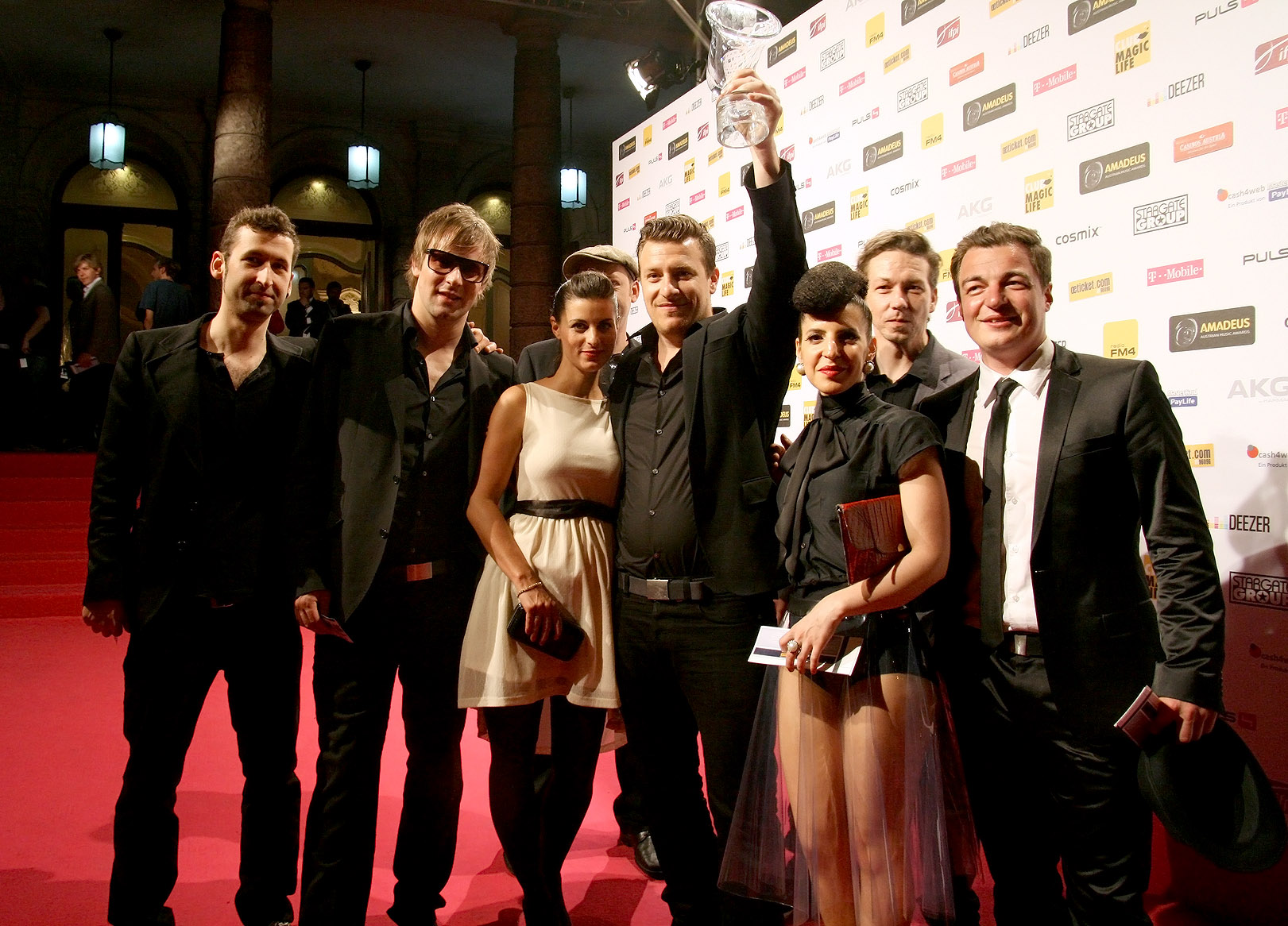
Stelar podczas gali wręczenia nagród Amadeus w 2012 roku

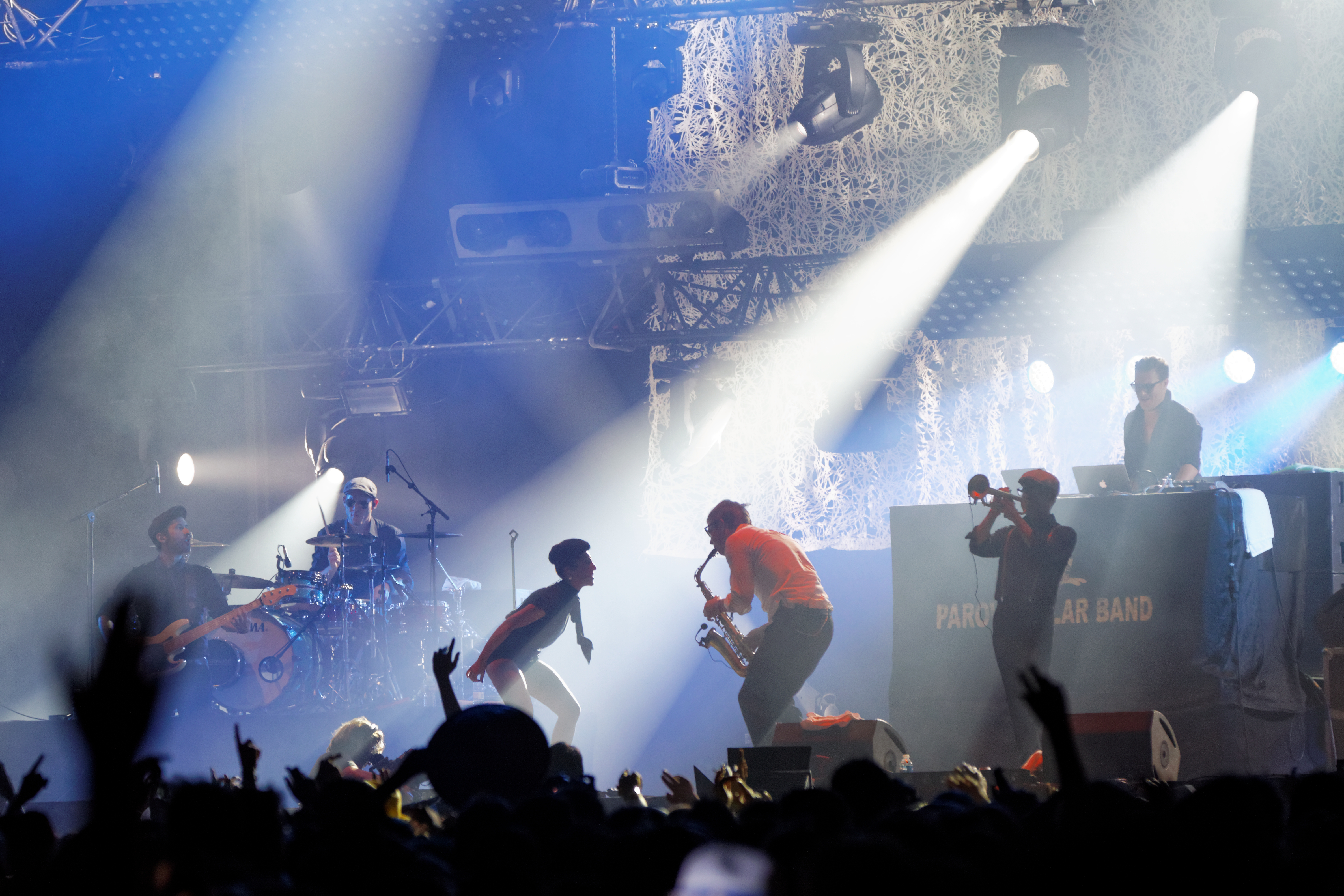
Parov Stelar Band podczas koncertu w 2012 roku

Marcus Füreder zaczął interesować się pracą jako DJ w klubach nocnych w drugiej połowie lat 90., w 2000 roku zaczął produkować i publikować swoje pierwsze utwory. W 2001 roku wydał swój pierwszy minialbum, zatytułowany Hamunaptra, który nagrał w duecie z Alexxem Aiyaxem. Kilka miesięcy później premierę miała jego druga EP-ka nagrana z Ailaxem – Synthetica, a także solowy minikrążek pt. Guerrilla. W kolejnym roku wydał czwarty minialbum pt. LoTechTrash, a w 2003 roku zdecydował się na założenie własnej wytwórni płytowej – Etage Noir Recordings. W 2004 roku premierę miał jego ostatni minialbum wydany pod prawdziwym nazwiskiem – Music I Believe In. Kolejna minipłytę w swojej karierze, zatytułowaną Get Up On Your Feet, wydał już pod pseudonimem Parov Stelar. W tym samym roku ukazały się także jego dwie kolejne EP-ki: KissKiss EP i Primavera, a pod koniec października – debiutancki album długogrający, zatytułowany Rough Cuts, który zapewnił mu międzynarodową rozpoznawalność na rynku muzyki elektronicznej.
W 2005 roku Stelar wydał swój drugi krążek studyjny pt. Seven And Storm, a dwa lata później – płytę pt. Shine, po premierze której brytyjska telewizja BBC opisała go jako jednego z najbardziej obiecujących producentów w Europie. W listopadzie tego samego roku po raz pierwszy wystąpił ze swoim zespołem Live-Band, w którego skład weszli: wokalistka Cleo Panther, trębacz Jerry di Monza, saksofonista Max the Sax, perkusista Willie Larsson Jr. i basista Michael Wittner. Zapis z jednego z ich koncertu ukazał się na płycie, zatytułowanej Parov Stelar And Band Live @ Roxy. Ze względu na swoje specyficzne podejście do produkcji muzycznej połączone z zachowaniem pewnej estetyki został nieoficjalnie uznany za twórcę nowego gatunku muzycznego – electro swing.
W 2009 roku premierę miał czwarty album studyjny Stelara, zatytułowany Coco, rok później ukazała się jego kolejna płyta pt. The Paris Swing Box, a w 2012 roku – krążek pt. The Princess, który w 2013 roku zapewnił mu nagrodę Amadeusa w kategorii Album roku podczas ceremonii wręczania statuetek austriackiego rynku muzycznego. Producent otrzymał także główną nagrodę w kategoriach Najlepszy występ na żywo oraz Najlepszy artysta electronic/dance. W tym samym roku producent stworzył projekt Parov Stelar Trio, z którym wydał płytę pt. The Invisible Girl (2013). W 2013 roku ukazała się jego kolejna solowa płyta pt. The Art of Sampling (2013), zaś w maju 2015 – album zatytułowany The Demon Diaries.

## Dyskografia
| Albumy studyjne Solowe Shadow Kingdom (2001) Rough Cuts (2004) Seven and Storm (2005) Shine (2007) Daylight (2008) Coco (2009) That Swing (2009) The Paris Swing Box (2010) The Princess (2012) The Art of Sampling (2013) The Demon Diaries (2015) "The Burning Spider" (2017) Voodoo Sonic (2020) Wydane jako Parov Stelar Trio The Invisible Girl (2013) | Minialbumy (EP) Wydane jako Parov Stelar KissKiss (2004) Move On! (2004) Wanna Get (2004) Primavera (2004) A Night in Torino (2005) Spygame (2005) Parov Stelar EP (2006) Charlston Butterfly (2006) Sugar (2007) The Flame Of Fame (2008) Libella Swing (2008) Monster (2009) Coco EP (2009) The Phantom EP (2010) The Paris Swingbox EP (2010) La Fête EP (2011) Jimmy's Gang EP (2012) Clap Your Hands (2014) | - Hamunaptra (2001) (z Alexxem Aiyaxem) - Guerrilla (2001) - Synthetica (2001) (z Alexxem Aiyaxem) - LoTech Trash (2002) - Music I Believe In (2004) - Jet Set EP (2007) - Three Ladies (2008) - Shadow Kingdom EP (2001) |